# ババリアビール

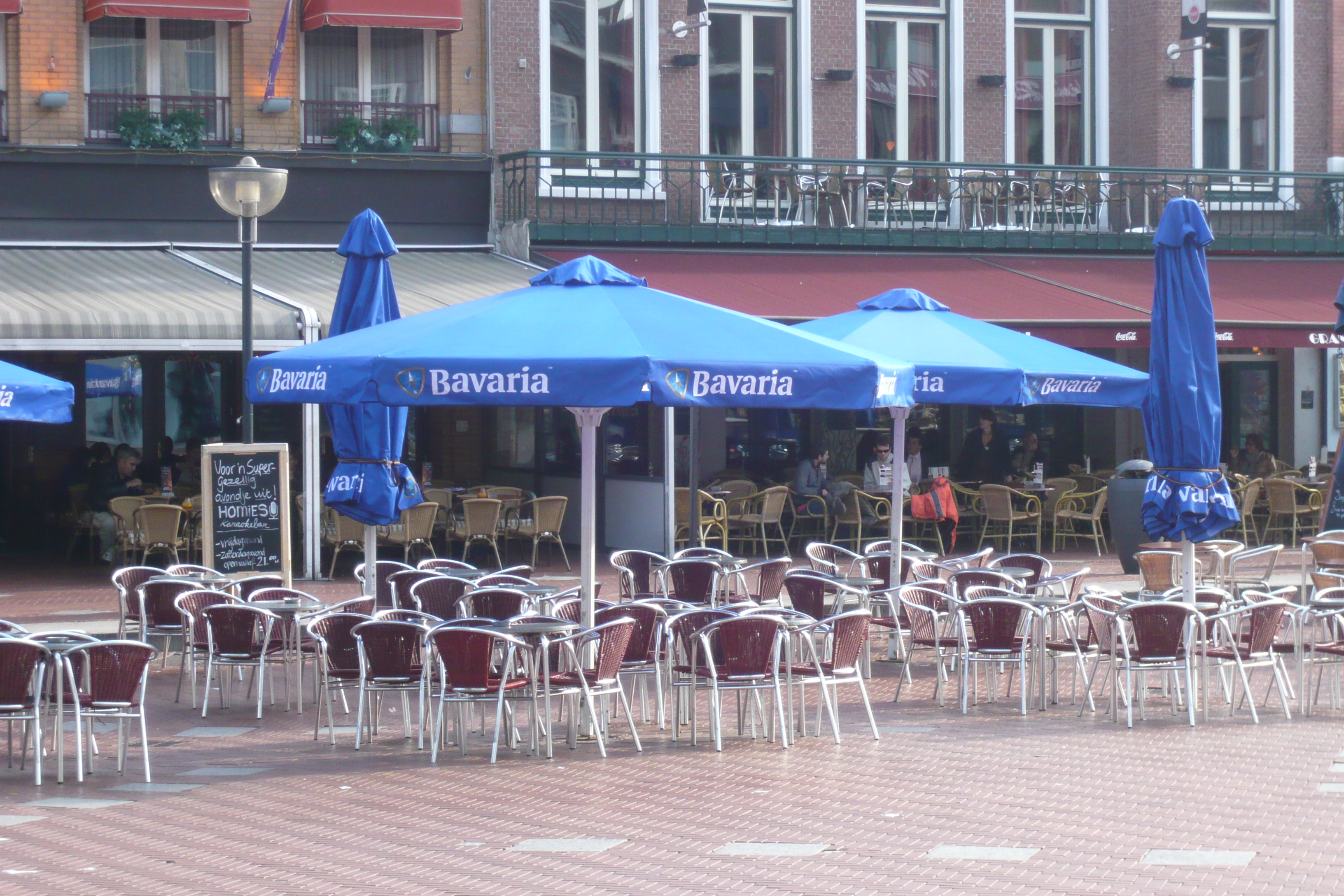
カフェ

ババリアビール（蘭: Bavaria bier、会社名: Bavaria N.V. ババリア・エンヴェー）は、1719年に創立したオランダのビール会社。北ブラバント州・リースハウトに本社を置く。

## 概要
ブランド名はドイツのバイエルン州が由来で、「ドイツ風のビール」と言う意味で名づけられている。設立当時はビールメーカーとして発足し、1998年頃からコーラやカシスといった飲料品等も取り扱うようになっている。同国ハイネケン社に匹敵する規模を誇るオランダを代表するビールメーカー。
現在ババリア社は、イタリアのサッカークラブACミラン及びエールディビジ所属のPSVアイントホーフェンのオフィシャルスポンサーを務めている。

## 製品
- Bavaria Pilsener Bier(ババリア・ピルスナー・ビール)
- Bavaria Malt(ババリア・モルト)
- Bavaria 8.6(ババリア・8.6)
- Bavaria Cola(ババリア・コーラ)
- Bavaria Sinas(ババリア・シナス)
- Bavaria Cassis(ババリア・カシス)

## 子会社
- デ･クローン
- ラ・トラッペ